# Mitterdorf an der Raab
Mitterdorf an der Raab è un comune austriaco di 2 073 abitanti nel distretto di Weiz, in Stiria.